# Davino Ribeiro de Sena
Davino Ribeiro de Sena (Recife, 1957) é diplomata, cronista e poeta. Graduou-se em Filosofia pela Universidade Católica de Pernambuco e recebeu prêmios por sua poesia, incluindo o prestigioso prêmio nacional da Prêmio Nestlé de Literatura Brasileira (1991).

## Biografia
Davino Ribeiro de Sena formou-se em Filosofia pela Universidade Católica de Pernambuco em 1984. Antes disso, já havia se destacado na poesia, conquistando um prêmio estudantil da Academia Pernambucana de Letras com o soneto Memórias. Em 1989, ingressou na carreira diplomática, conciliando-a com a literatura. Seu primeiro livro de poemas, Castelos de Areia (1991), foi premiado no concurso nacional de poesia da Fundação Nestlé de Cultura. Seus textos literários foram amplamente divulgados, consolidando sua posição no cenário poético e atraindo a atenção da crítica especializada em literatura na academia.
Representando o Brasil, Davino Sena participou do Encuentro Iberoamericano de Poesía em Santiago (Chile), e integrou a antologia Un ángulo del mundo. A particularidade desta antologia é que foi elaborada com a participação dos próprios poetas. Cada um deles selecionou um poema que considerava representativo de sua obra para a ocasião. O livro ofereceu uma perspectiva única sobre muitas das vozes mais relevantes, tanto consagradas quanto emergentes, de toda a Ibero-América.   Em 1994, o escritor ministrou uma palestra sobre Literatura Brasileira na Universidade de Athens, nos Estados Unidos, e logo depois mudou-se para a Espanha, onde foi convidado para participar de uma mesa-redonda no seminário internacional de poesia da Universidade de Barcelona.
Em 1996, lançou Pescador de Nuvens, seguido por Retrato com Guitarra. Após uma mudança para a Austrália, publicou O Jaguar no Deserto e Vidro e Ferro. Em sua carreira diplomática, chefiou a delegação brasileira na reunião do Grupo de Valdívia pela Preservação do Albatroz e atuou como Cônsul (diplomacia) do Brasil no Japão em 2001.
Em 1997, o crítico Augusto Massi publicou uma resenha na Folha de S.Paulo sobre o livro Pescador de Nuvens, de Davino Ribeiro de Sena. Massi descreve a obra como um "paradoxo crítico", elogiando a habilidade técnica do autor, mas observando que o lirismo do livro por vezes se aproxima do sentimentalismo. Ao longo de 33 poemas, o leitor acompanha a trajetória de dois irmãos, Henrique e Euclides, em uma narrativa que explora suas complexas relações familiares.
De volta ao Brasil, em 2003, publicou Três Martes e participou de missões de cooperação em Ciência e Tecnologia em Angola e Moçambique. Em parceria com Elizabeth Hazin, publicou Lego & Davinovich. Posteriormente, foi nomeado Cônsul (diplomacia) em Nova Iorque, onde lançou Expedição em 2007 e proferiu palestras sobre poesia em Recife e Nova Iorque. Seus poemas também foram publicados na Revista Poesia Sempre, da Fundação Biblioteca Nacional. Em 2009, mudou-se para a Arábia Saudita e, no mesmo ano, lançou O Lento Aprendizado do Rapaz que Amava Ondas e Estrelas. Dois anos depois, fixou-se em Londres e lançou O rei das Ilhas. 
Em 2014 cursou escrita criativa na Universidade de Londres. Seu livro Ternura da Água foi publicado em 2015. Depois de morar no Sri Lanka (2014), mudou-se para a Libéria (2017), e, finalmente, Canadá (2019), de onde foi para a Guatemala (2022), onde vive atualmente com sua esposa Maria do Socorro Melo Pinto, professora de música, com quem se casou em 1982. O casal tem duas filhas: Beatriz, nascida em 1989, ilustradora, e Alice, nascida em 1996, estudante. Recentemente, Davino Sena publicou um volume de crônicas chamado Viagens do Conselheiro (2020).
Paulo Henriques Britto destacou a originalidade do poeta Davino Ribeiro de Sena, elogiando-o como "um dos melhores poetas brasileiros de sua geração". Britto confirmou o termo "fotoneto" para descrever a inovadora forma poética criada por Davino, que combina elementos narrativos e imagéticos com a estrutura tradicional do soneto. O conceito foi introduzido, em 1999, na obra Vidro e Ferro, e reafirmado em 2015 com o lançamento de Ternura da Água. Britto analisa o "fotoneto" como uma síntese da poesia narrativa, destacando sua relevância no cenário literário contemporâneo. O trabalho acadêmico de Erick Monteiro Moraes destacou o trabalho de Davino Ribeiro de Sena como um lirismo crítico na atual poesia, explorando como sua obra reflete uma síntese das forças da tradição e da inovação na literatura brasileira.

## Obras publicadas
- Castelos de Areia (1991)
- Pescador de Nuvens (1996)
- O Jaguar no Deserto (1997)
- Retrato com Guitarra (1997)
- Vidro e Ferro (1999)
- Três Martes (2004)
- Lêgo & Davinovich (2006), em parceria com Elizabeth Hazin
- Expedição (2007)
- O Lento Aprendizado do Rapaz que Amava Ondas e Estrelas (2009)
- O Rei das Ilhas (2011)
- Ternura da Água (2015)[15]

## Prêmios recebidos
- Memórias (poema)

Vencedor do Prêmio Gervásio Fioravanti, edição 1982, da Academia Pernambucana de Letras
- Castelos de Areia (primeiro livro do autor)

Laureado no gênero Poesia Brasileira pela Fundação Nestlé de Cultura (1991)